# سرتخت (صحنه)
سرتخت (صحنه)، روستایی از توابع بخش دینور شهرستان صحنه در استان کرمانشاه ایران است.

## جمعیت
این روستا در دهستان حر قرار دارد و براساس سرشماری مرکز آمار ایران در سال ۱۳۹۵، جمعیت آن ۴۳۴ نفر (۱۳۵ خانوار) بوده‌است.

## کشاورزی و باغداری
سیب قرمز و زرد روستای سرتخت در بازارهای ایران و حتی خارج از ایران شهرت دارد.